# Åsa Österman
Åsa Narath Österman, under en tid Styrman, född Narath 20 oktober 1935 i Engelbrekts församling i Stockholm, död 12 mars 2008 i Boo församling i Stockholms län, var en svensk översättare från spanska och (i mindre utsträckning) från franska och engelska. 1962 skrev hon sig Åsa Narath-Styrman, 1963–1975 Åsa Styrman och från 1976 Åsa Österman.
Hon var en period gift med Rolf Styrman (1929–1990) och sedan från 1971 gift med programmeraren Lars Österman (1937–1995).

## Översättningar
- Kateb Yacine: Nedjma (Nedjma) (Tiden, 1962)
- Ramiro Pinilla: De blinda myrorna (Las ciegas hormigas) (Tiden, 1963)
- Rafael Sánchez Ferlosio: Lockropet (Industrias y andanzas de Alfanhuí och Y el corazón caliente och Dientes, pólvora, febrero) (Tiden, 1964)
- Miguel Otero Silva: Döda hus (Casas muertas) (Tiden, 1964)
- Ana María Matute: Fiesta i nordväst (Fiesta al Noroeste) (Bonnier, 1964)
- Juan Goytisolo: Fly till en ö (La isla) (Bonnier, 1964)
- Jules Verne: Tsarens kurir (Michel Strogoff) (Tiden, 1965)
- Andrea Newman: Om våra föräldrar visste... (A share of the world) (Norstedt, 1965)
- Ana María Matute: Tidiga minnen (Primera memoria) (Bonnier, 1965)
- Natalia Ginzburg: Kvällens röster (Le voci della sera) (Bonnier, 1965)
- André Pieyre de Mandiargues: Motorcykeln (La motocyclette) (Geber, 1966)
- Ana María Matute: Soldaterna gråter om natten (Los soldados lloran de noche) (Bonnier, 1966)
- Miguel de Cervantes Saavedra: Den lilla zigenerskan och andra noveller (översättning av Ernst C:son Bredberg och Åsa Styrman) (Natur och kultur, 1966)
- Italo Svevo: Zenos bekännelser (La coscienza di Zeno) (Geber, 1967)
- Hillary Waugh: När festen är slut (End of a party) (Wahlström & Widstrand, 1967)
- Kontinent i uppror: politiska texter från Latinamerika (sammanställda av Francisco J. Uriz, översättning av Anders Löfqvist, Åsa Styrman, Annika Ernstson) (1967)
- Haim G. Ginott: Lyckligare barn : nya lösningar på gamla problem (Between parent and child) (den svenska upplagan red. av Gösta Harding) (Natur och kultur, 1968)
- Ernesto Guevara: Ord på vägen (urval av Alain Benoit, översatt från franska) (Forum, 1969)
- Pablo Neruda: Canto general (Canto general) (Cavefors, 1970-1971)
- Rex Anderson: Vem ville hennes död? (Cover her with roses) (B. Wahlström, 1974)
- Domitila Barrios de Chungara: "Om ni låter mig tala ...": vittnesbörd av Domitila, en kvinna från Bolivias gruvor (Si me permiten hablar ...) (Författarförlaget, 1978)
- Isabel Alvarez de Toledo: Jakten (La cacería) (Forum, 1981)